# Černčice (district de Louny)
Pour les articles homonymes, voir Černčice.
Černčice (en allemand : Tscheraditz) est une commune du district de Louny, dans la région d'Ústí nad Labem, en République tchèque. Sa population s'élevait à 1 352 habitants en 2021.

## Géographie
Černčice se trouve à 4 km à l'est du centre de Louny, à 37 km au sud-ouest d'Ústí nad Labem et à 53 km au nord-ouest de Prague.

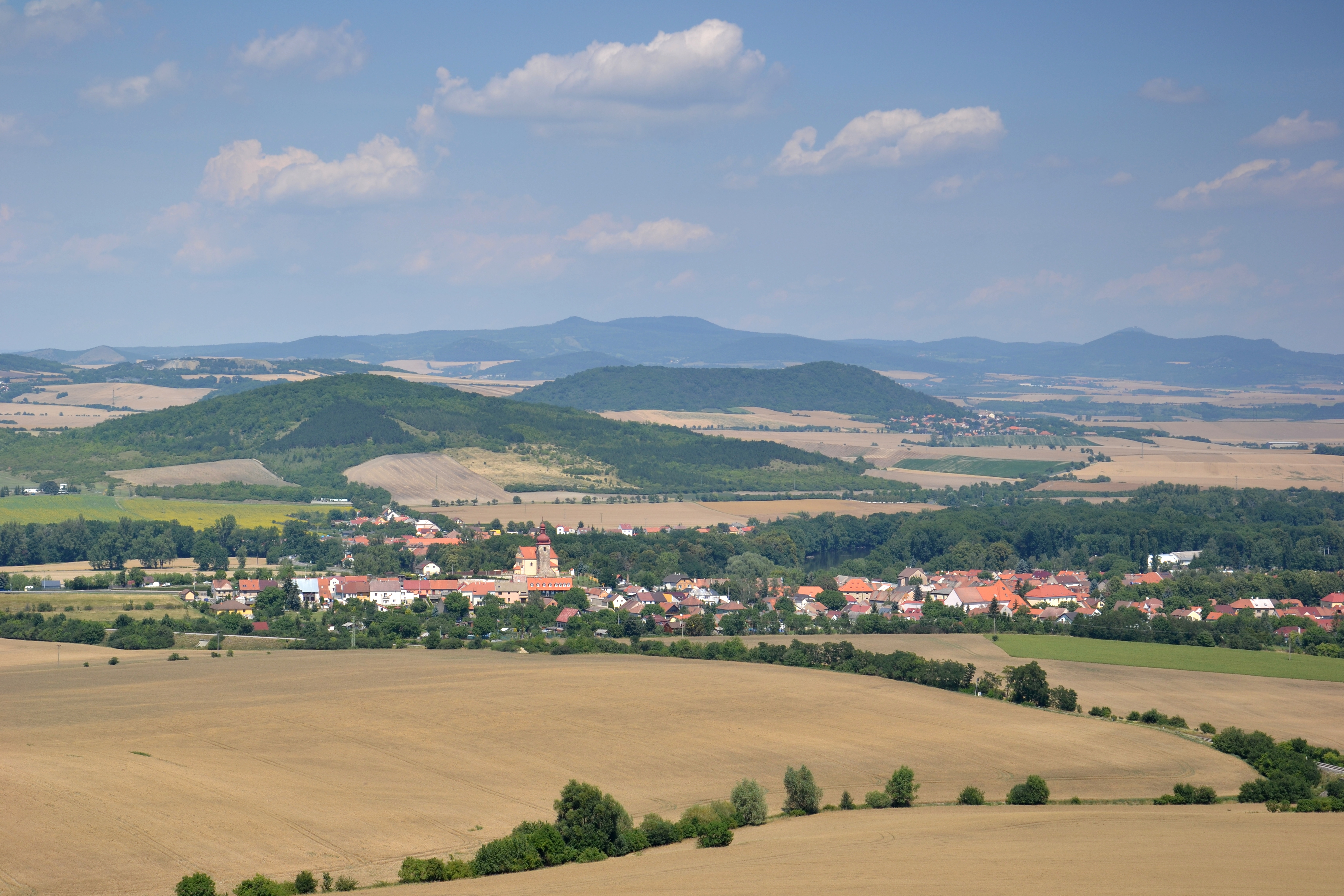
Černčice : vue aérienne.

La commune est limitée par Vršovice au nord, par Obora à l'est, par Blšany u Loun au sud, et par Louny à l'ouest.

## Histoire
La première trace écrite du village remonte à l'année 1354.

## Transports
Par la route, Černčice se trouve à 4 km du centre de Louny, à 51 km d'Ústí nad Labem  et à 62 km de Prague.